# Sebudi Jaya
Sebudi Jaya is een bestuurslaag in het regentschap Aceh Tenggara van de provincie Atjeh, Indonesië. Sebudi Jaya telt 592 inwoners (volkstelling 2010).